# Isodontia elegans
Espèce
Synonymes
- Sphex elegans

Isodontia elegans est une espèce d'insectes hyménoptères de la famille des sphécidés.